# Robinia

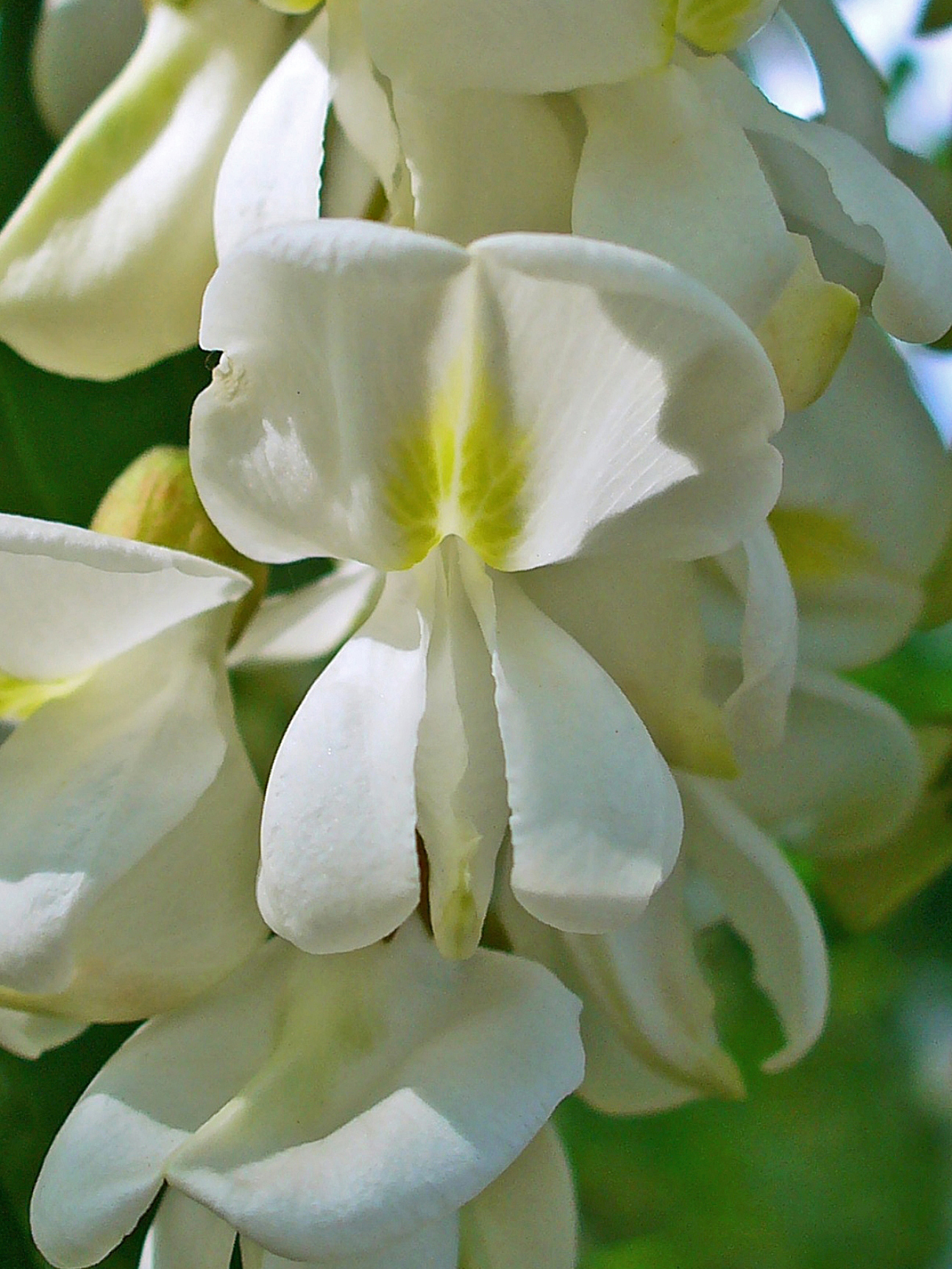
Flor de Robinia pseudoacacia

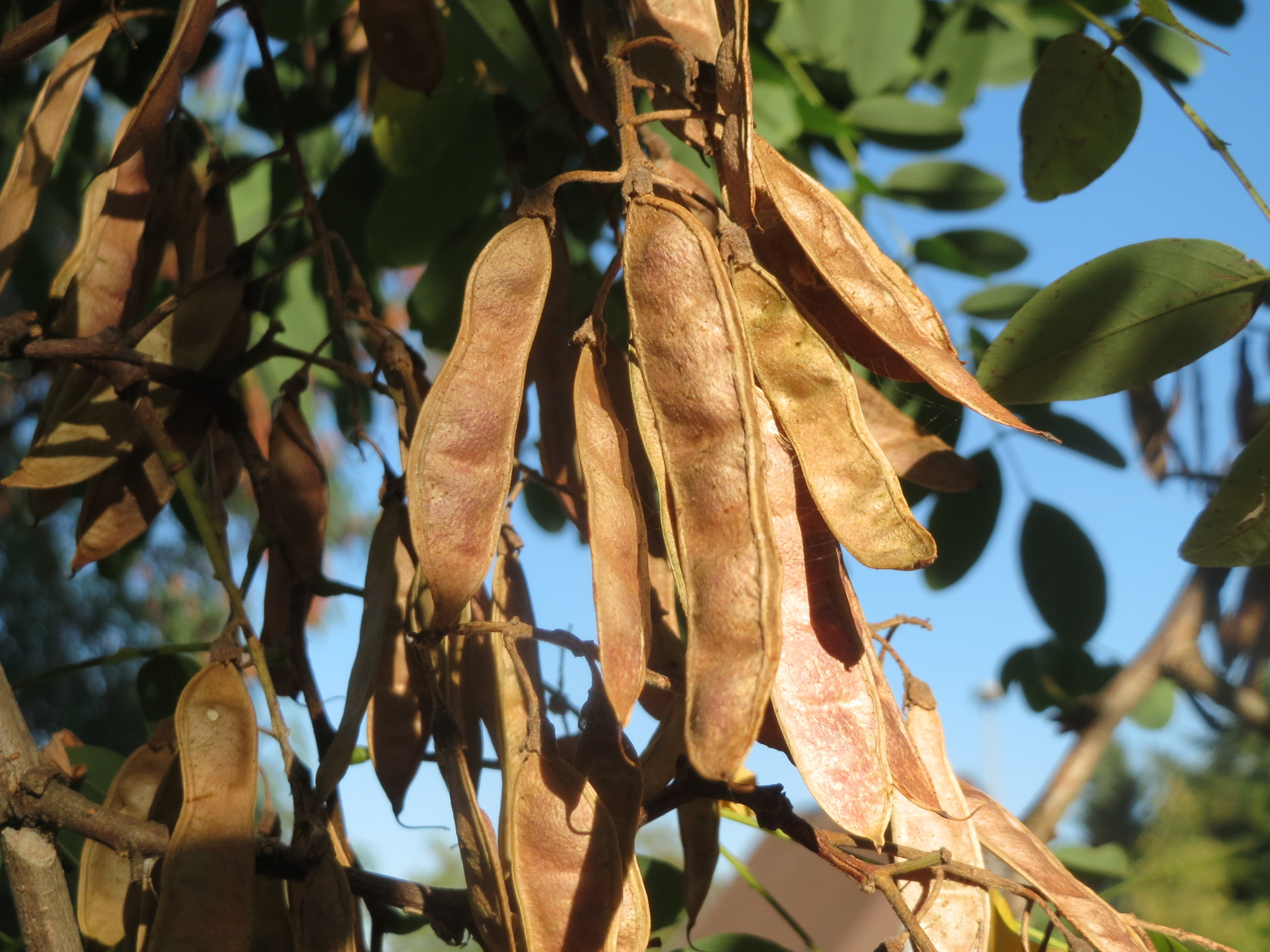
Ejemplo de fruto en Robinia pseudoacaia

Robinia es un género de plantas arbustivas y arbóreas de la familia Fabaceae (Leguminosae), nativo de Norteamérica. El género tiene unas 8 especies aceptadas de las más de 120 descritas.

## Descripción
Son arbustos o árboles caducifolios que pueden alcanzar los 25 metros de altura. Las hojas, alternas y pecioladas, tienen estípulas herbáceas y caducas o espinosas y persistentes; son imparipinadas con 7-21 folíolos pecioluladas. Las inflorescencias son axilares y péndulas y organizadas en racimos de flores olorosas. El cáliz de dichas flores es pentadentado y de forma acampanada, con el labio superior bidentado, 2 dientes laterales y un diente inferior y con el tubo más largo que los dientes. La corola, papilionádea, tiene todos sus pétalos de color blanco y rosado. El androceo es diadelfo, con 9 estambres soldados entre sí y uno más o menos libre y tienen las anteras amarillas. El gineceo tiene el ovario estipitado, con numerosos óvulos, estilo muy curvado y con ápice peludo. El fruto (legumbre), dehiscente, es lateralmente muy comprimido y estrechamente alado a lo largo de la sutura ventral; contiene 1-8 semillas oblongas a reniformes lisas.

## Citología
Número de cromosomas: x = 10, 11.

## Taxonomía
El género ha sido creado por Carlos Linneo y publicado en Species Plantarum, vol. 2, p. 722  , 1753 y su diagnosis ampliada por el mismo autor en Genera Plantarum, nº775, p., 312, 1754. La especie tipo es Robinia pseudoacacia.
Etimología
Robinia: género dedicado a Jean Robin (1550-1629), jardinero e intendente del antiguo “Jardin du Roi”, situado en la Place Dauphine (París, Francia), quien menciona por primera vez, en el “Le jardin du roy très chrestien Henry IV, Roy de France et de Navarre” (1601), la falsa acacia, y su hijo Vespasien Robin (1579-1662), jardinero y asistente, quien la plantó en el “Jardin Royal des Plantes”, donde persiste desde 1635 su ejemplar.

## Especies aceptadas
- Robinia elliottii (Chapm.) Ashe
- Robinia hartwegii Koehne (R. viscosa var. hartwegii)
- Robinia hispida L. - acacia rosa[4]
- Robinia luxurians (Dieck) Rydb.
- Robinia margarettae Ashe
- Robinia neomexicana A.Gray
- Robinia pseudoacacia L.
- Robinia viscosa Vent.[1]  - acacia pegajosa[4]